# Palmillas (delstaten Mexiko)
Palmillas är en ort i kommunen San Felipe del Progreso i delstaten Mexiko i Mexiko. Samhället hade 2 607 invånare vid folkräkningen 2020.